# Bakteriální infekce

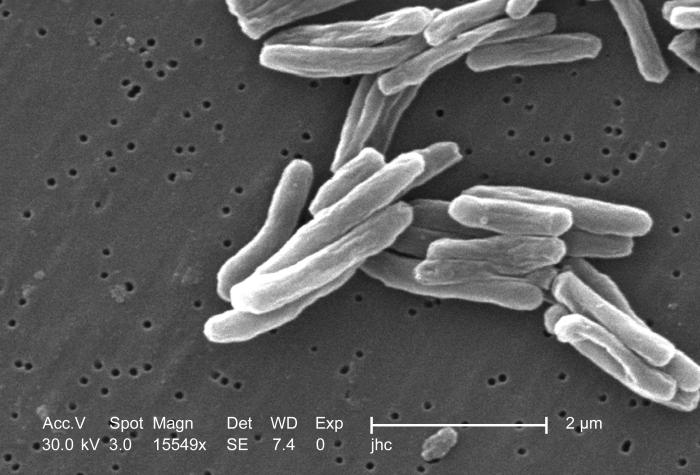
Bakterie Mycobacterium tuberculosis, původce TBC

Bakteriální infekce či bakteriofisóza je obecné označení pro infekční onemocnění způsobené patogenními bakteriemi, bez ohledu na to, zda napadají člověka a jiné živočichy, houby nebo rostliny. Bakterie patogenního typu jsou v rámci celé bakteriální domény spíše výjimečné, většina bakterií je neškodná (či dokonce prospěšná). V názvosloví bakteriálních infekcí se buď používají tradiční názvy (např. mor, cholera), nebo se názvy tvoří přidáním řecké přípony -osis (v češtině -óza/-osa) k rodovému jménu bakterie (např. listerióza od Listeria). K farmakoterapii bakteriálních infekcí se používají antibiotika.
Vlastnosti bakteriální infekce je virulence (dopad na zdraví nakaženého), infekčnost (schopnost bakterií způsobit onemocnění), nakažlivost určená reprodukčním číslem (R0, určuje kolik dalších jedinců jeden nemocný nakazí) a inkubační doba (doba od nákazy do vzniku příznaků onemocnění).
Rozlišujeme striktní (obligátní) patogeny, které působí nemoc zpravidla vždy (jsou však méně hojné, patří mezi ně například Mycobacterium tuberculosis, Neisseria gonorrhoeae, a jiné), a oportunistické patogenní bakterie, které jsou běžně přítomné jako součásti mikroflóry, ale v určitém případě začnou škodit. Mezi oportunní patogeny patří například Escherichia coli nebo Staphylococcus aureus.

## Historie výzkumu
Kochovy postuláty, navržené Robertem Kochem v roce 1890, jsou kritéria navržená k prokazování souvislosti mezi patogenní bakterií a chorobou. Někdy trvá objevení bakterie, zodpovědné za danou chorobu, velmi dlouho, jak tomu bylo v případě bakterie Helicobacter pylori.

## Bakteriózy rostlin
Známe mnoho tzv. fytopatogenních bakterií, tedy bakterií, které způsobují infekční choroby rostlin. Podle některých údajů se tyto bakterie podílí na celkovém počtu hospodářsky důležitých infekčních chorob 8% (více je jen viróz a mykóz). K nejznámějším bakteriálním infekcím plodin patří například měkká hniloba brambor, skvrnitost a spála u bobovitých a skvrnitost a vadnutí lilkovitých rostlin. Zvláštní skupinou jsou navíc fytoplazmózy (způsobuje Fytoplasma) a spiroplazmózy (původem je Spiroplasma).

## Průběh bakterióz u člověka
Primárním cílem bakterií je najít vhodné prostředí k životu, kde se rozmnoží a posléze rozšíří dál. Lidské tělo je vhodnou ekologickou nikou zejména proto, že nabízí stabilní podmínky, přijatelnou teplotu, vlhkost a dostatek potravy. Průběh bakterióz u člověka se dá rozdělit na několik fází.

### Vstup do lidského těla
Existuje značné množství způsobů, jak proniknout z vnějšího prostředí dovnitř, skrz bariéry, jimiž je například kůže, hlen, řasinkový epitel či různé sekrety obsahující enzymy. Bakterie mohou buď prolomit tyto bariéry, nebo si najít způsob, jak se jim vyhnout, případně však zůstanou na pokožce (i tam však mohou být patogenní).
Pokud se bakterie chtějí kožní bariéře vyhnout, zpravidla bývají místem průniku následující části těla: ústa, nos, dýchací soustava, uši, oči, urogenitální trakt a řitní otvor, případně rány. S potravou (alimentárně) se do těla dostává například Salmonella, Shigella, Brucella nebo Listeria, vdechem zase například Mycobacterium nebo Chlamydophila psittaci. Ranami se do těla dostane například původce tetanu, Clostridium tetani. Speciální případ jsou přenosy přes členovce, vyskytující se například u bakterií Borrelia, Rickettsia a další. Přes urogenitální trakt se bakterie mohou dostat do těla pohlavním stykem, jako například Neisseria gonorrhoae či Treponema pallidum.

### Kolonizace
Po úspěšném vstupu do těla bakterie musí najít vhodné útočiště. Na tomto místě se uchytí (adheze), a to například díky speciálním látkám, adhezinům, které mohou být přítomné na povrchu fimbrií. Některé bakterie mohou vytvořit na určitém povrchu biofilm, tvořený převážně polysacharidy.

### Onemocnění
Při snaze bakterií žít, přijímat potravu a rozmnožovat se ale dochází u patogenních bakterií k narušení hostitelského organismu, a to právě určitou činností bakterií (mechanickým narušováním, atp.) či zplodinami jejich metabolismu. Symptomy však způsobuje velmi často i imunitní reakce hostitele, mezi ně patří například sepse.

### Imunitní odpověď
Lidské tělo bojuje s bakteriemi pomocí některých složek imunitního systému. Je velký rozdíl, zda se jedná o bakterie žijící uvnitř nebo vně lidských buněk. Proti extracelulárním bakteriím (žijícím mimo lidské buňky; namátkou streptokoky či neisserie) v těle bojují hlavně buňky neutrofily. K tomu jim však pomáhá i tzv. komplement a různé protilátky, které opsonizují povrch bakterie a usnadní její fagocytózu.
Vnitrobuněčné bakterie jsou cílem aktivovaných makrofágů, vyšší stupeň obrany proti nim představují TC-lymfocyty.

## Přehled významných bakteriálních onemocnění člověka
Nejčastější chorobou vyvolanou bakteriemi je pravděpodobně tuberkulóza, která podle WHO způsobuje smrt asi 1,4 miliónů lidí za rok, především v rozvojových zemích. Známé však i jiné závažné nemoci, jako jsou bakteriální pneumonie (Streptococcus, Pseudomonas). Jídlem se přenáší bakterie Shigella, Campylobacter, Salmonella a další. Bakterie však způsobují i infekce, jako tetanus, břišní tyfus, syfilis a lepra.
- anthrax
- bakteriální úplavice
- záškrt
- tetanus
- zápal plic
- břišní tyfus
- skvrnitý tyfus
- paratyfus
- mor
- cholera
- tuberkulóza
- angína
- černý kašel
- spála
- růže
- salmonelóza
- stafylokoková enterotoxikóza
- trachom
- syfilis
- kapavka
- vozhřivka
- lymská borelióza
- lepra
- meningitida
- tularémie
- brucelóza
- Q-horečka
- botulismus
- ehrlichióza

Časopis Journal of Clinical Microbiology publikuje pravidelné aktualizace názvosloví a taxonomie pro bakteriální izoláty odvozené z lidských klinických vzorků. Tyto seznamy zahrnují jak nové bakteriální taxony s platnou publikací, tak revize taxonomie u dříve publikovaných. Do roku 2020 publikoval seznamy s názvoslovím a taxonomickými změnami u bakterií lékařského významu časopis Diagnostic Microbiology and Infectious Disease.
Podobné přehledy publikuje Journal of Clinical Microbiology i pro bakteriální izoláty z domácích zvířat, důležité pro veterinární medicínu.